# Wrong Time, Wrong Place
Wrong Time, Wrong Place is een aflevering van de Britse politieserie Dalziel and Pascoe, gespeeld door Warren Clarke en Colin Buchanan. Dit tweetal Engelse politiemannen reist  naar de Nederlandse hoofdstad om een Europese politieconferentie  bij te wonen.  Ze raken in de problemen als de Nederlandse politie Dalziel verdenkt van moord op de jonge Britse zangeres Tracey Baxter. Vrij op borgtocht slaat Dalziel op de vlucht om zelf de waarheid te ontdekken.
Pascoe is ervan overtuigd dat zijn collega en vriend onschuldig is. Hij is ook vastbesloten de zaak te onderzoeken en heeft grote vragen bij de motieven van de Nederlandse politie en dan vooral van hoofdinspecteur De Kuiper (een rol van Jeroen Krabbé), de gastheer van de conferentie en hoofdinspecteur Boersma (Pierre Bokma) die het onderzoek naar de moord op de zangeres leidt en Dalziel keihard aanpakt. Pascoe krijgt daarbij hulp van de Amsterdamse rechercheur Anna Breukink.
De zaak wordt nog ingewikkelder wanneer ook de moord op een Britse voetbalfan en de vermissing van een moslimvrouw in verband worden gebracht met de moord waarvan Dalziel beschuldigd wordt. Ook illegale handel in diamanten en corruptie bij de politie maken de zaak nog gecompliceerder.
Een keur aan Nederlandse acteurs en actrices deed mee naast de Britse acteurs in deze aflevering die in 2005 geheel werd geproduceerd in Amsterdam. De regie was in handen van hoofdrolspeler Warren Clarke.

## Lijst van de acteurs
- Warren Clarke	... 	Detective Superintendent Andy Dalziel
- Colin Buchanan	... 	Detective Inspector Peter Pascoe
- Wayne Perrey	... 	Detective Constable Parvez Lateef
- Jennifer James	... 	Detective Constable Kim Posh Spicer
- Joe Savino	... 	Dr. Frank Mason
- André Arend van de Noord ... Hendriks
- Pierre Bokma	... 	Hoofdinspecteur Hans Boersma
- Marc Bradley	... 	Police Constable Josh Stone
- Reinout Bussemaker ...	Nederlandse patholoog
- Louise Delamere ...    Tracey Baxter
- Frans van Deursen ...  Jacob Keyser - Barman
- Sabri Saad El-Hamus ... Moslim Cleric
- Michael French	... 	Gary Lescott
- Marthe Geke Bracht ...	Nederlandse Politiearts
- Ian Groombridge ...	Sam Hudson
- Michiel Huisman  ...	Rugzaktoerist
- Perveen Hussain ...    Jasmina Razzaq
- Ricky Koole	... 	Agent aan de balie
- Jeroen Krabbé	... 	Hoofdinspecteur Wim de Kuiper
- Wolter Muller	... 	Agent aan de balie
- Marcus Olgers	... 	Pianospeler
- Nazmiye Oral	... 	Fatima
- Bhasker Patel	... 	Wasim Razzaq
- Parvez Qadir	... 	Rashid Razzaq
- John Rowe	... 	Chief Constable
- Dennis Rudge	... 	Afrikaanse huurmoordenaar
- Joep Sertons	... 	Marty Boak
- Els Ingeborg Smits ...	Ambtenaar Burgerlijke Stand
- Johanna ter Steege ...	Rechercheur Anna Breukink
- Ellen ten Damme ...	Frida Aalst
- Jeroen Vierdag	... 	Basspeler
- Peter Wingfield ...	Dave Simmonds